# Яндекс.Календар
Яндекс. Календар (рос. Яндекс.Календарь) — заборонений в Україні безкоштовний персональний інформаційний менеджер від компанії Яндекс, запущений 1 жовтня 2007 року. Інтегрується з іншими сервісами Яндекса — з Яндекс. Поштою та Яндекс. Картами.

## Можливості
1. Планування справ із різними пріоритетами важливості з прив'язкою до календаря. Можливість задати час, пріоритет, нагадування, а також запросити інших учасників.
2. Є можливість виставити нагадування про події на вибір: листом на пошту або безкоштовним SMS-повідомленням.
3. Можна створити декілька календарів різних кольорів на різні теми: робота, навчання, сім'я тощо, що дозволяє орієнтуватися у призначених подіях.
4. Можливо створити списки справ, пов'язані однією темою та прив'язані до дат і подій у календарі.
5. Можна використовувати календар разом з іншими користувачами, що дозволяє планувати загальні справи та зустрічі.
6. Календар має мобільну версію.
7. Інтегрований з Яндекс. Картами. Місце зустрічі можна подивитися на карті та скласти маршрут.
8. Є можливість синхронізації Яндекс. Календаря на мобільному пристрої чи на комп'ютері.